# Transeius cotoensis
Transeius cotoensis är en spindeldjursart som först beskrevs av Muma 1961.  Transeius cotoensis ingår i släktet Transeius och familjen Phytoseiidae. Inga underarter finns listade i Catalogue of Life.